# Giulia Melucci
Giulia Melucci (ur. 28 maja 1966 roku) – amerykańska pisarka.
Urodziła się i wychowała w Brooklynie, w Nowym Jorku, tam też nadal mieszka. Pracuje w dziale Public Relations w Harper’s Magazine, a wcześniej pracowała w Spy Magazine, Domino, Atlantic Monthly Press, Viking, Dutton i Scribner. Ukończyła Sarah Lawrence College w 1988 roku. Jej pierwsza książka – „Miłość, zdrada i spagetti” – została opublikowana w Australii, Holandii, Niemczech, Polsce, Brazylii i Turcji, a także w Stanach Zjednoczonych.